# فریبلت (مینه‌سوتا)
فریبلت، مینه‌سوتا (به انگلیسی: Faribault, Minnesota) یک شهر در ایالات متحده آمریکا است که در شهرستان رایس واقع شده‌است.

## خصوصیات
فریبلت ۴۰٫۵۹ کیلومترمربع مساحت و ۲۳٬۳۵۲ نفر جمعیت دارد و ۳۰۳ متر بالاتر از سطح دریا واقع شده‌است.